# Mistrzostwa Świata Juniorów w Narciarstwie Dowolnym i Snowboardzie 2020
3. Mistrzostwa Świata Juniorów w Narciarstwie Dowolnym i Snowboardzie – zawody juniorów w narciarstwie dowolnym i snowboardzie, które odbyły się w dniach 19–21 grudnia 2020 roku w austriackim Lachtal. Z powodu pandemii COVID-19 zawody zostały przełożone z końcówki sezonu 2019/2020 na początek sezonu 2020/2021 oraz częściowo odwołane. Zdecydowano się rozegrać jedynie zawody w snowboardowych konkurencjach równoległych.

## Wyniki snowboardu

### Mężczyźni
| Konkurencja       | Data       | Złoto           | Srebro            | Brąz          |
| Slalom równoległy | 19 grudnia | Dmitrij Łoginow | Cody Winters      | Gian Casanova |
| Gigant równoległy | 20 grudnia | Dmitrij Łoginow | Ole-Mikkel Prantl | Arnaud Gaudet |

### Kobiety
| Konkurencja       | Data       | Złoto             | Srebro       | Brąz              |
| Slalom równoległy | 19 grudnia | Sofija Nadyrszyna | Tsubaki Miki | Kaylie Buck       |
| Gigant równoległy | 20 grudnia | Sofija Nadyrszyna | Tsubaki Miki | Wiktorija Puchowa |

### Mieszane
| Konkurencja                 | Data       | Złoto                                       | Srebro                                  | Brąz                                          |
| Drużynowy slalom równoległy | 21 grudnia | Rosja 1 Dmitrij Łoginow · Sofija Nadyrszyna | Japonia 1 Daichi Shimizu · Tsubaki Miki | Rosja 3 Wsewołod Martynow · Wiktorija Puchowa |

## Tabela medalowa
| #  | Reprezentacja     | Złoto | Srebro | Brąz | Razem |
| -- | ----------------- | ----- | ------ | ---- | ----- |
| 1. | Rosja             | 5     | 0      | 2    | 7     |
| 2. | Japonia           | 0     | 3      | 0    | 3     |
| 3. | Niemcy            | 0     | 1      | 0    | 1     |
| 3. | Stany Zjednoczone | 0     | 1      | 0    | 1     |
| 5. | Kanada            | 0     | 0      | 2    | 2     |
| 6. | Szwajcaria        | 0     | 0      | 1    | 1     |